# 22 iunie
ianuarie • februarie • martie  • aprilie  • mai  • iunie  • iulie  • august  • septembrie  • octombrie  • noiembrie  • decembrie
22 iunie este a 173-a zi a calendarului gregorian și a 174-a zi în anii bisecți. Mai sunt 192 de zile până la sfârșitul anului.

## Evenimente
- 1462: Atacul nereușit al lui Ștefan cel Mare, domnul Moldovei, ajutat de flota otomană, asupra cetății Chilia, apărată de o garnizoană regală maghiară.
- 1498: Ștefan cel Mare a condus o expediție de represalii în Polonia, urmare a atacului din anul precedent al regelui Ioan Albert asupra Moldovei. A ars toate așezările și cetățile din Galiția, până aproape de Cracovia.
- 1815: Napoleon I abdică a doua și ultima dată. Armatele aliate ale Rusiei, Austriei, Prusiei și Angliei au impus abdicarea și exilul împăratului Franței (1804-1814 și 1815), pe Insula Sfânta Elena.
- 1921: Începe cel de-al III-lea Congres al Cominternului.
- 1940: S-a creat Partidul Națiunii, care a înlocuit Frontul Renașterii Naționale.
- 1940: Al Doilea Război Mondial: Noul guvern francez condus de mareșalul Philippe Pétain semnează cu Germania armistițiul de la Rethondes.
- 1941: Al Doilea Război Mondial:
  - Sovieticii încep execuții în masă la închisoarea Brygidki, Lwów (Polonia). Execuțiile se vor opri la 28 iunie. Dintre cei 13.000 prizonieri, majoritatea polonezi, doar 600 au fost cruțați. 3.000 dintre prizonieri erau ucraineni.
  - Germania începe Operațiunea Barbarossa, reprezentând atacul asupra URSS. Declarația lui Winston Churchill cu privire la spijinirea URSS de către Marea Britanie în lupta împotriva Germaniei.
- 1942: Al Doilea Război Mondial: Germania începe Operațiunea Fall Blau, reprezentând atacul Grupului de Armate Sud asupra sudului URSS.
- 1944: Al Doilea Război Mondial: URSS începe Operațiunea Bagration, ofensivă care a curățat teritoriul Bielorusiei sovietice și al Poloniei răsăritene de trupele germane.
- 1970: Președintele Richard Nixon a semnat cel de-al 26-lea amendament la Constituție, prin care vârsta la care le era permis cetățenilor să voteze era stabilită la 18 ani.
- 1992: A apărut, la București, sub conducerea redacțională a lui Ion Cristoiu, primul număr al cotidianului Evenimentul zilei.
- 1995: La Paris, România remite oficial cererea de aderare la Uniunea Europeană.
- 2022: David Popovici devenea, la Budapesta, cel mai tânăr campion mondial la 100 m liber, aducând României singurul titlul al acestei probe, în bazin olimpic la masculin, seniori. Cu timpul de 47 sec.58/100, tânărul înotător de doar 17 ani, este și cel mai tânăr înotător din istorie care reușește dubla, 100/200 m liber, după ce cu doar două zile mai devreme urca pe cea mai înaltă treaptă a podiumului în proba de 200 m liber.

## Nașteri
- 1425: Lucrezia Tornabuoni, nobilă italiană, mama lui Lorenzo de' Medici (d. 1482)

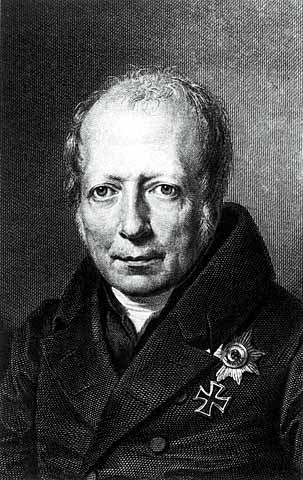
Wilhelm von Humboldt (n. 1767)

- 1767: Wilhelm von Humboldt, filozof politic și lingvist german (d. 1853)
- 1777: Andreas Alois Ankwicz von Skarbek-Poslawice, arhiepiscop de Lemberg și arhiepiscop de Praga
- 1805: Giuseppe Mazzini, politician italian (d. 1872)
- 1807: Prințesa Cecilia a Suediei, Mare Ducesă de Oldenburg (d. 1844)
- 1837: Paul Morphy, actor american al secolului XIX-lea (d. 1884)
- 1864: Hermann Minkowski, matematician și fizician german (d. 1909)
- 1887: Julian Sorell Huxley, biolog și filosof, primul director general al UNESCO (d. 1975)
- 1882: Konrad Bercovici, prozator (d. 1961)
- 1898: Erich Maria Remarque, scriitor german (Im Westen nichts Neues)
- 1902: Alexandru Ghika, matematician român, membru titular al Academiei Române (d. 1964)
- 1903: John Dillinger, jefuitor de banci american (d. 1934)
- 1906: Billy Wilder, regizor de film și producător american de origine austriacă (d. 2002)
- 1909: Infanta Beatriz a Spaniei, fiica regelui Alfonso al XIII-lea al Spaniei (d. 2002)
- 1910: Konrad Zuse, constructor german, inventatorul primului calculator funcțional (d. 1995)

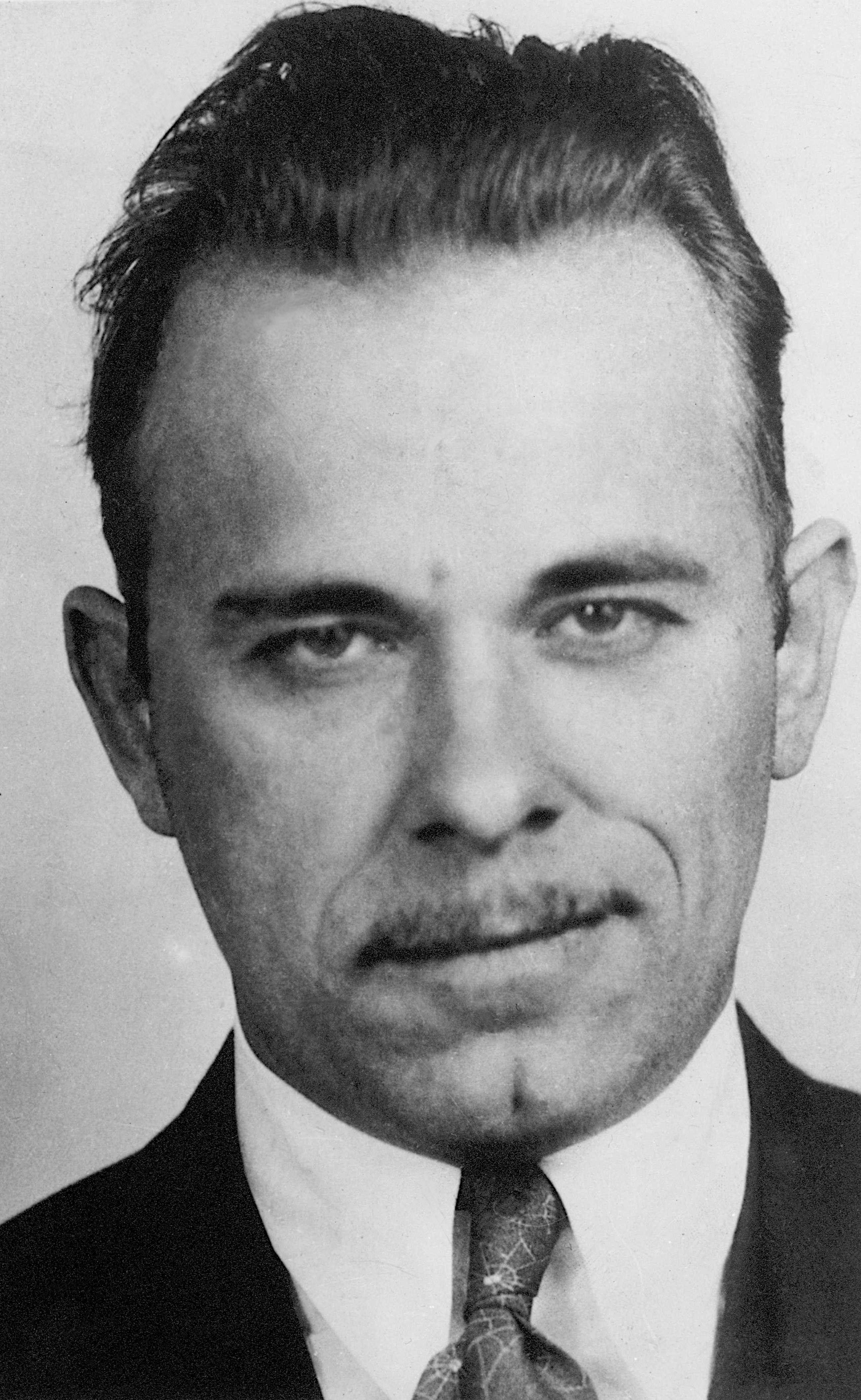
John Dillinger (n. 1901)
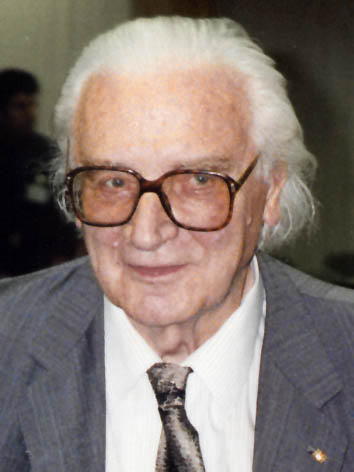
Konrad Zuse (n. 1910)
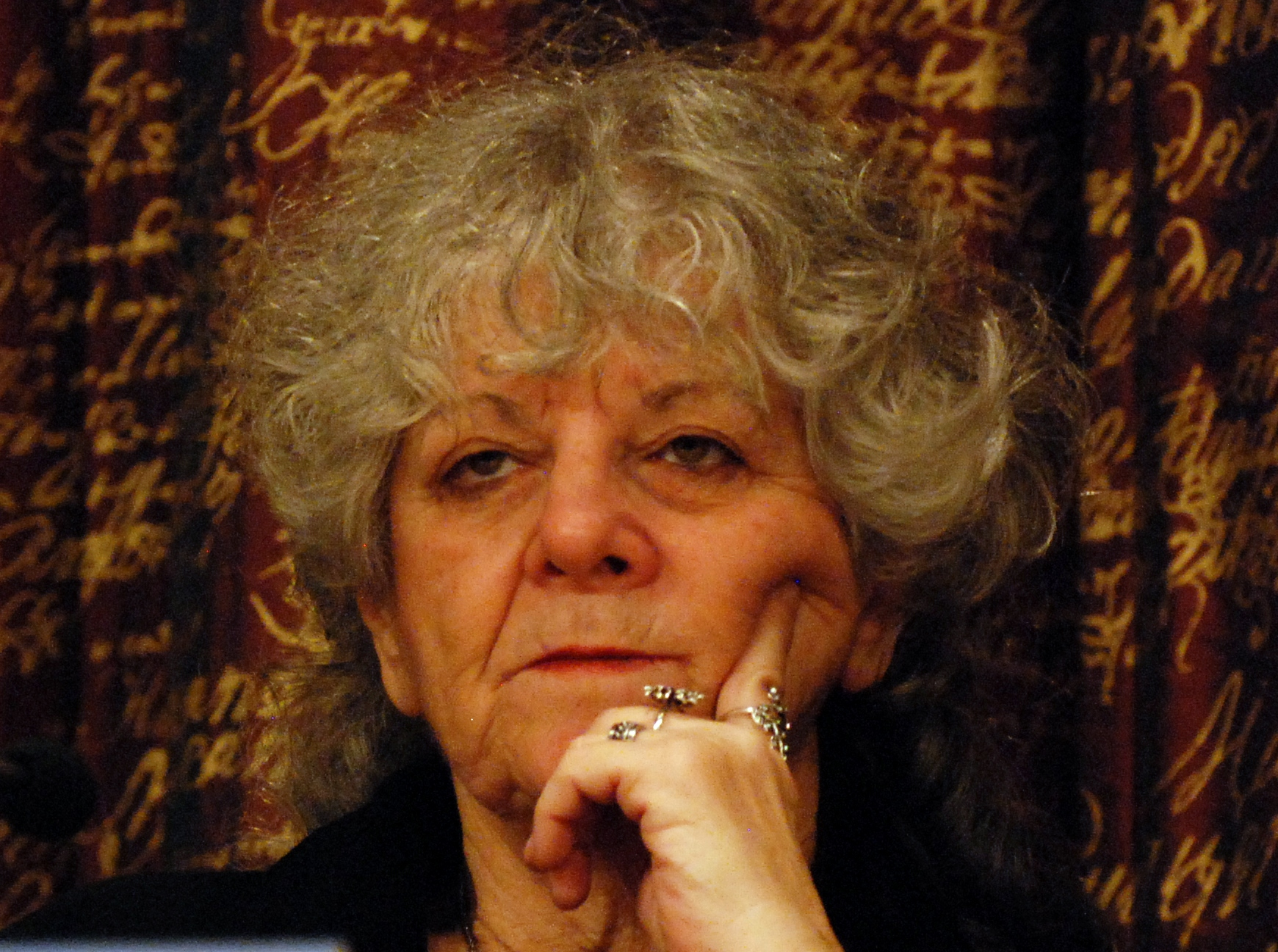
Ada Yonath (n. 1939)
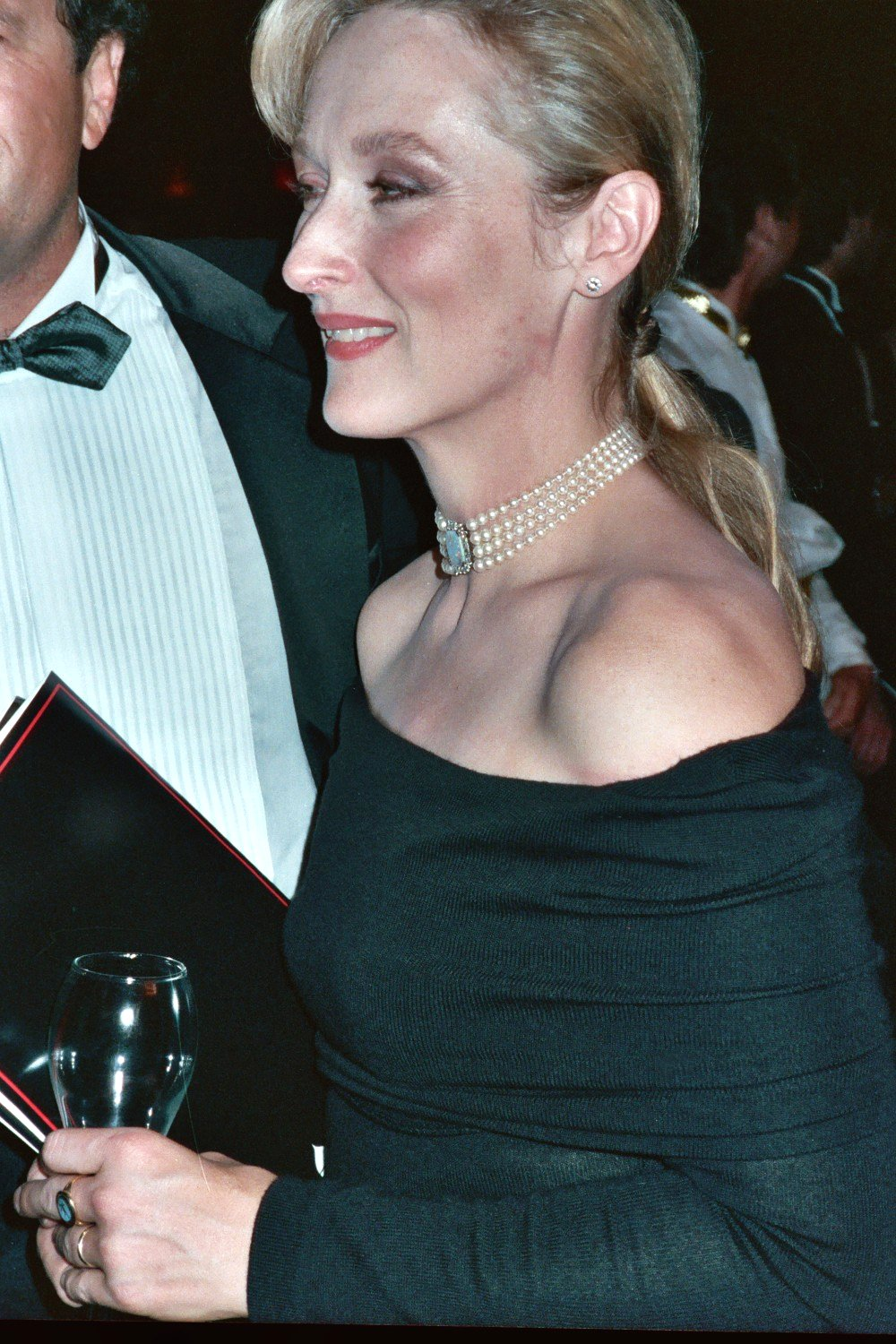
Meryl Streep (n. 1949)

- 1922: Bill Blass, celebru creator de modă (d. 2002)
- 1927: Vlad Mugur, regizor român de teatru (d. 2001)
- 1936: Kris Kristofferson, actor american (d. 2024)
- 1939: Ada Yonath, biochimistă israeliană, laureată a Premiului Nobel pentru Chimie
- 1940: Abbas Kiarostami, regizor, scenarist iranian (d. 2016)
- 1943: George Banu, teatrolog și profesor universitar româno-francez (d. 2023)
- 1944: Gérard Mourou, fizician francez
- 1949: Meryl Streep, actriță americană
- 1950: Adrian Năstase, politician român
- 1952: Crin Halaicu, politician român, primar general al Bucureștiului
- 1953: François Lelord, psihiatru și scriitor francez
- 1953: Cyndi Lauper, cântăreață și compozitoare americană
- 1958: Bruce Campbell, actor american
- 1958: Rodion Cămătaru, fotbalist român
- 1960: Rovana Plumb, politician român
- 1960: Valentin Nicolau, dramaturg, Președinte - Director General al TVR, fondator Editura Nemira
- 1964: Dan Brown, scriitor american
- 1966: Alexandru Solomon, regizor român
- 1972: Emanuele Filiberto, Prinț de Veneția și Piemont
- 1977: Bernadette Heerwagen, actriță germană
- 1978: José Luis Abajo Gómez, scrimer spaniol
- 1978: Pedro Taborda, fotbalist portughez
- 1980: Stephanie Jacobsen, actor australian
- 1984: Osvaldo Miranda, fotbalist argentinian
- 1987: Lee Min Ho, actor sud-coreean

## Decese

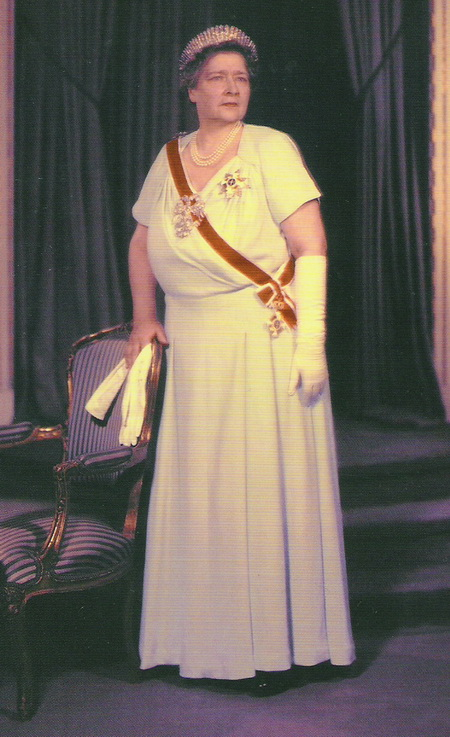
1961: Regina Maria a Iugoslaviei

- 1017: Leon Passianos, general bizantin
- 1276: Papa Inocențiu al V-lea (n. 1225)
- 1429: Al-Kashi, astronom și matematician persan (n. 1380)
- 1691: Suleiman al II-lea, sultan al Imperiului Otoman (n. 1642)
- 1874: Howard Staunton, jucător englez de șah (n. 1810)
- 1892: Pierre Ossian Bonnet, matematician și academician francez (n. 1819)
- 1913: Ștefan Octavian Iosif, poet român (n. 1875)
- 1919: Dominique Lang, pictor luxemburghez (n. 1874)
- 1922: Take Ionescu, politician român (n. 1858)
- 1925: Felix Klein, matematician și academician german (n. 1849)
- 1931: Armand Fallières, politician francez, al nouălea Președinte al Franței (n. 1841)
- 1935: Szymon Askenazy, istoric, politician și diplomat polonez (n. 1866)
- 1936: Moritz Schlick, medic și filosof german (n. 1882)
- 1942: August Froehlich, preot catolic, opozant al regimului nazist (n. 1891)
- 1959: Jørgen Aabye, pictor danez (n. 1868)
- 1961: Regina Maria a Iugoslaviei, a doua fiică a regelui Ferdinand I al României și soția regelui Alexandru I al Iugoslaviei (n. 1900)
- 1963: Maria Tănase, interpretă română de muzică populară (n. 1913)
- 1965: David O. Selznick, producător american de film (n. 1902)
- 1969: Judy Garland, actriță americană (n. 1922)
- 1974: Ion Conea, geograf român (n. 1902)
- 1974: Darius Milhaud, compozitor și profesor francez (n. 1892)
- 1978: Jens Otto Krag, politician danez (n. 1914)
- 1987: Fred Astaire (Frederick Austerlitz), actor și dansator american (n. 1899)
- 1990: Ilia Mihailovici Frank, fizician rus, laureat al Premiului Nobel (n. 1908)
- 2001: Arturo Maly, actor argentinian
- 2008: George Carlin, actor de comedie și autor american (n. 1937)
- 2015: James Horner, compozitor american de muzică de film (n. 1953)
- 2020: Joel Schumacher, producător de filme, scenarist și regizor american (n. 1939)
- 2023: Harry Markowitz, economist american, laureat Nobel (n. 1927)

## Sărbători
- Sfinții John Fisher și Thomas Morus, patronul politicienilor (calendarul romano-catolic)
- Sf. Grigore Dascălul, mitropolit al Ungrovlahiei; Sf. sfințit mucenic Eusebie; Sf. mucenici Zenon, Zina și Galaction (calendarul ortodox)